# Holiday City-Berkeley
Holiday City-Berkeley – jednostka osadnicza w Stanach Zjednoczonych, w stanie New Jersey, w hrabstwie Ocean.